# Janusz Kijowski
Janusz Józef Kijowski (Szczecin, 14 de desembre de 1948) és un director de cinema i acadèmic polonès.

## Biografia
És fill de Józef Kijowski i germà de Jerzy Kijowski. Graduat a la 6a Secundària d'Educació General Tadeusz Reytan a Varsòvia (promoció 1966) i la Facultat d'Història de la Universitat de Varsòvia (1972). Durant els seus estudis, va ser crític de cinema i va escriure crítiques al setmanari Kultura.
Des del 1983 va donar classes a l'Institut Nacional Superior de les Arts de l'Espectacle de Brussel·les i des del 1998 també a l'Escola de Cinema de Łódź. El 2000 va obtenir el doctorat en arts cinematogràfiques i el 2004 un postdoctorat en ciències de les belles arts. Està especialitzat en direcció de cinema, teatre i televisió. El 2002 va esdevenir vicepresident de la Federació Europea de Directors de Cinema (FERA). És associat professionalment a la Universitat de Vàrmia i Masúria a Olsztyn, on ocupa el càrrec de professor. El 2004 es va convertir en el director del teatre Stefan Karacz d'Olsztyn, càrrec que va mantenir fins a l'agost del 2018. El seu contracte s'havia d'ampliar, però la Inspecció Nacional del Treball va confirmar les acusacions que els sindicats van presentar contra ell sobre violació de la legislació laboral i la discriminació per raó de pertinença sindical. El 2009, també va ser el director artístic del Festival Koszalin de debuts cinematogràfics "Młodzi i Film".
A les eleccions parlamentàries poloneses de 2005 va ser el líder de la llista electoral del Partit Democràtic per als Seym al districte d'Olsztyn. A les eleccions del 2011, es va presentar de nou sense èxit al Sejm (de la llista SLD). Va esdevenir membre del comitè honorari que donava suport a Bronisław Komorowski abans de les eleccions presidencials poloneses de 2010 i les eleccions presidencials de 2015.
Pare de l'actriu Julia Kijowska i del càmera Jakub Kijowski, i oncle de Mateusz Kijowski.
El 2005 va rebre la Medalla de Plata al Mèrit a la Cultura-Gloria Artis, i el 2014 amb la Creu de Cavaller de l'Orde Polònia Restituta.

## Filmografia
- 1975: Anioł stróż
- 1976: Z.K. Sieradz
- 1977: Indeks. Życie i twórczość Józefa M.
- 1979: Kung-Fu
- 1982: Głosy
- 1982: Avant la bataille
- 1987: Maskarada
- 1989: Stan strachu
- 1992: Warszawa. Rok 5703 (Warszawa. Année 5703)
- 2001: Kameleon